# 레오폴트 3세 정의공
레오폴트 3세(Leopold III, 1351년 11월 1일 – 1386년 7월 9일)는 합스부르크가의 일원으로 1365년부터 오스트리아 공작이었다. 레오폴트계의 시조로서 그는 1379년부터 죽을 때까지 내오스트리아의 카린티아, 슈티리아, 카르니올라 공국, 티롤 백국, 외오스트리아를 다스렸다.

## 생애
비엔나에서 태어난 레오폴트는 오스트리아의 알베르트 2세 공작(독일 왕 알베르 1세의 손자)의 어린 아들이자, 루돌프 4세와 알베르 3세 공작의 동생이었다. 부르고뉴의 조안나 공주의 딸인 그의 어머니 프피르트의 조안나는 51세에 그를 낳고 얼마 지나지 않아 사망했다. 알베르 2세가 사망하자 아버지가 남긴 공동 통치 규정에도 불구하고 설립자라고 불리는 그의 장남 루돌프 4세가 합스부르크 영토에 대한 통치를 이어받았다. 그럼에도 불구하고, 1364년 11월 18일 그는 자신의 가문법(Rudolfinische Hausordnung)을 공포했다.)에 따르면 오스트리아의 "세습 토지"는 형제의 공동 소유로 다시 선언되었지만, 장남은 많은 추가 권리를 받았다.
1365년 7월 27일 루돌프가 사망한 후 알베르 3세와 레오폴트(그들의 형 프리드리히가 1362년에 사망)가 합스부르크 땅에 대한 통치를 이어받았고, 알베르는 맏이로 추가 권리를 가졌다. 알베르가 통치하는 동안 레오폴트는 전투에서 합스부르크 군대를 이끄는 장군이 되었다. 1368년에 그는 티롤에 대한 바이에른의 침입을 물리치고, 1370년에 모든 티롤을 합스부르크의 통치하에 두었다. 1372년에 레오폴트는 권리, 명성, 수입에 대해 형제와 결별했다. 1373년 7월 25일 형제는 레오폴트에게 티롤, 퍼더 오스트리아, 카르니올라에 대한 통제권을 부여하는 평화 조약에 서명하고 수입은 공작에게 분배되었다. 1375년 그들의 친척 앙게랑 7세 드 쿠시는 1375년 구글러 전쟁에서 준트가우, 브라이스가우, 페레트 백국의 합스부르크 소유지를 탈취 하기 위해 알자스와 스위스로 용병을 이끌었다. 레오폴트는 사촌을 물리칠 수 없게 되자 라인강의 브라이자흐로 후퇴했다. 그런 다음 스위스 도시 연합이 구글러 군대를 공격하여 자국에서 몰아내고 전쟁을 끝냈다.
1375년까지 레오폴트는 빈디츠 마르흐(Windic March), 벨라크라이나, 프리울리(Friuli) 및 이스트리아(Istria)의 이전 고리지아(Gorizia) 소유지와 포어아를베르크의 펠트키르히 시를 상속받았다. 1376년 8월 6일 그는 외국 통치자들과 동맹을 맺을 수 있는 권리를 부여받았다. 1377년 알베르는 약 5개월 동안 프로이센을 여행하고 레오폴트에게 합스부르크의 모든 땅을 맡겼다. 이 기간 동안 레오폴트는 형의 가장 강력한 라이벌 중 한 명인 하인리히 폰 숀베르크와 평화 조약을 체결했다. 1379년 7월 7일 그와 알베르 3세가 노이베르크 조약에 서명했을 때 레오폴트는 스티리아(당시에는 비너노이슈타트), 카린티아, 카르니올라, 티롤 및 슈바비아에 있는 추가 오스트리아 땅의 절대적인 통치자가 되었다. 1382년 그는 베니스를 격파한 대가로 트리에스테 시를 받았다.
레오폴트는 티롤 지방의 무역과 상업을 크게 촉진하여 메란과 같은 도시의 발전을 장려했다. 그는 1376년에 바젤시의 지배권을 얻었고, 10년 후 그의 슈바비아 합스부르크 사촌들로부터 라우펜부르크를 구입할 수도 있었다. 그러나 스위스에서 그의 위치를 확장하려는 그의 추가적인 시도는 젬파흐 전투에서 사망함으로써 실패로 돌아갔다.
처음에 쾨니그슈펠덴 수도원에 매장했던 그의 유해는 1770년 11월 14일 엄숙한 의식을 갖추고 성 블레이즈 수도원으로 옮겨졌고, 마지막으로 카린티아의 성 바울 수도원으로 옮겨졌다.

## 가족과 자녀
그는 1365년 2월 23일 밀라노의 영주인 베르나보 비스콘티와 베아트리체 레지나 델라 스칼라의 둘째 딸인 비리디스 비스콘티(1352~1414)와 결혼했다. 결혼은 다음을 포함하여 4명의 아들과 3명의 딸을 낳았다:
1. 빌헬름 (예절공)
2. 레오폴드 4세 (뚱보공)
3. 에른스트 강철공
4. 프리드리히 4세 (빈털터리공)
5. 엘리자베스 (1378-1392)
6. 마가레타(1370~?)
7. 카테리네(1385–?), 비엔나의 성 클라라 수녀원

레오폴드의 뒤를 이어 1406년에 사망한 장남 빌헬름이 왕위를 계승했다. 다른 아들로는 미래의 머더 오스트리아 공작 레오폴드, 미래의 이너 오스트리아 공작 에르네스트 아이언, 미래의 머더 오스트리아 공작 프리드리히가 있다.